# Alphabetum Kaldeorum

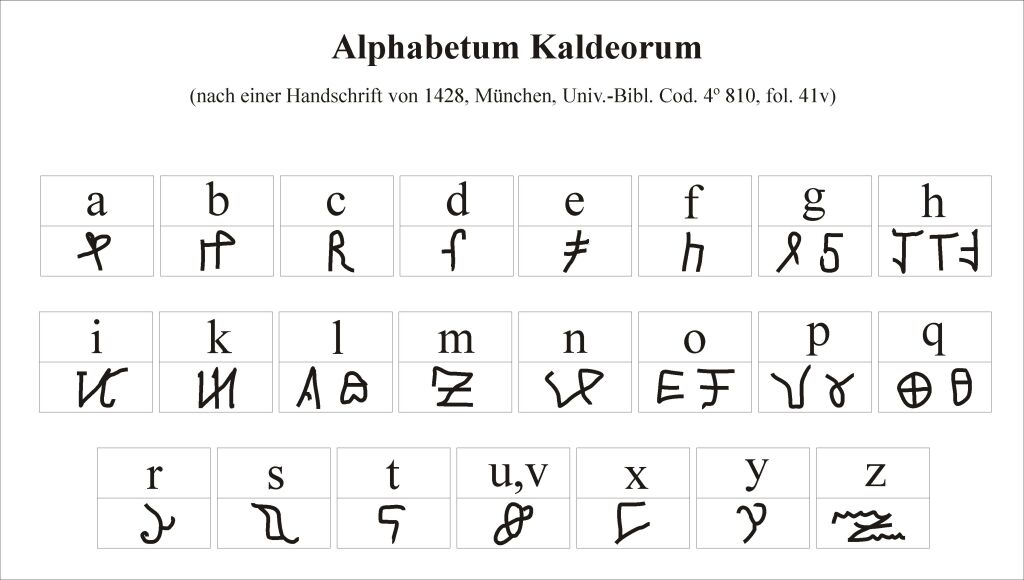
The Alphabetum Kaldeorum

L’Alphabetum Kaldeorum est l’une des écritures secrètes les plus célèbres du Moyen Âge. Son nom rappelle le peuple chaldéen, qui, dans l’imaginaire médiéval, évoquait un savoir magique et plein de mystères.
Avec d’autres alphabets non latins il nous est parvenu intégralement dans un manuscrit datant de 1428 et qui se trouve aujourd’hui à la Bibliothèque universitaire de Munich (cod. 4º 810, fol. 41v) ; ses origines remontent cependant à une époque bien plus ancienne, comme le prouvent certains exemples de son utilisation pratique qui ont été conservés.
Cet Alphabet Kaldeorum avait été principalement conçu pour chiffrer la correspondance diplomatique ; son jeu de caractères nous montre que c’étaient surtout des textes latins qui étaient encodés : on ne distingue pas entre u et v ; il fallait écrire w avec deux v ; j n’existe pas. Pour les lettres fréquentes, l’Alphabet Kaldeorum prévoyait plusieurs caractères différents qu’on utilisait en parallèle et qui étaient destinés à empêcher le déchiffrage selon la méthode classique des fréquences. Dans les textes chiffrés on insérait souvent en outre des nulla, des caractères qui ressemblaient à des lettres mais qui étaient dépourvus de signification ; ils compliquaient encore plus le déchiffrage pour les indésirables.
Le duc Rodolphe IV d'Autriche (1339-1365) est considéré comme un auteur possible de l’Alphabetum Kaldeorum, mais il attribuait lui-même une origine indienne à ces caractères ; en fait, cependant, les lettres de l’Alphabetum Kaldeorum ne sont apparentées à aucune des écritures couramment utilisées en Inde et, selon toute probabilité, sont des créations indépendantes.
A Vienne, dans la cathédrale Saint-Étienne, la dalle funéraire du cénotaphe du duc Rodolphe IV porte une inscription codée au moyen de l’Alphabetum Kaldeorum, mais elle ne fait que reproduire le nom et le titre du duc - probablement devait-elle illustrer la préférence de Rodolphe pour l’utilisation de cette écriture secrète.

## Liens Internet
- Stephan Müller: Rudolf und „seine“ Geheimschrift, uni:view, 13. janvier 2015